# داریوش گنشور
داریوش گنشور (لهستانی: Dariusz Gęsior؛ زادهٔ ۹ اکتبر ۱۹۶۹) بازیکن سابق و مربی فوتبال اهل لهستان است.
از باشگاه‌هایی که در آن بازی کرده‌است می‌توان به باشگاه فوتبال روخ خوژوف و باشگاه فوتبال ویدزف ووچ اشاره کرد.
وی همچنین در تیم ملی فوتبال لهستان بازی کرده‌است.
وی در مسابقات کشوری و بین‌المللی در مجموع برندهٔ ۱ مدال نقره شده‌است.